# По-По (тоннель)

Южный портал тоннеля

По-По (англ. Paw Paw) — тоннель, являющийся частью канала Чесапик — Огайо, округ Аллегейни, штат Мэриленд, США.

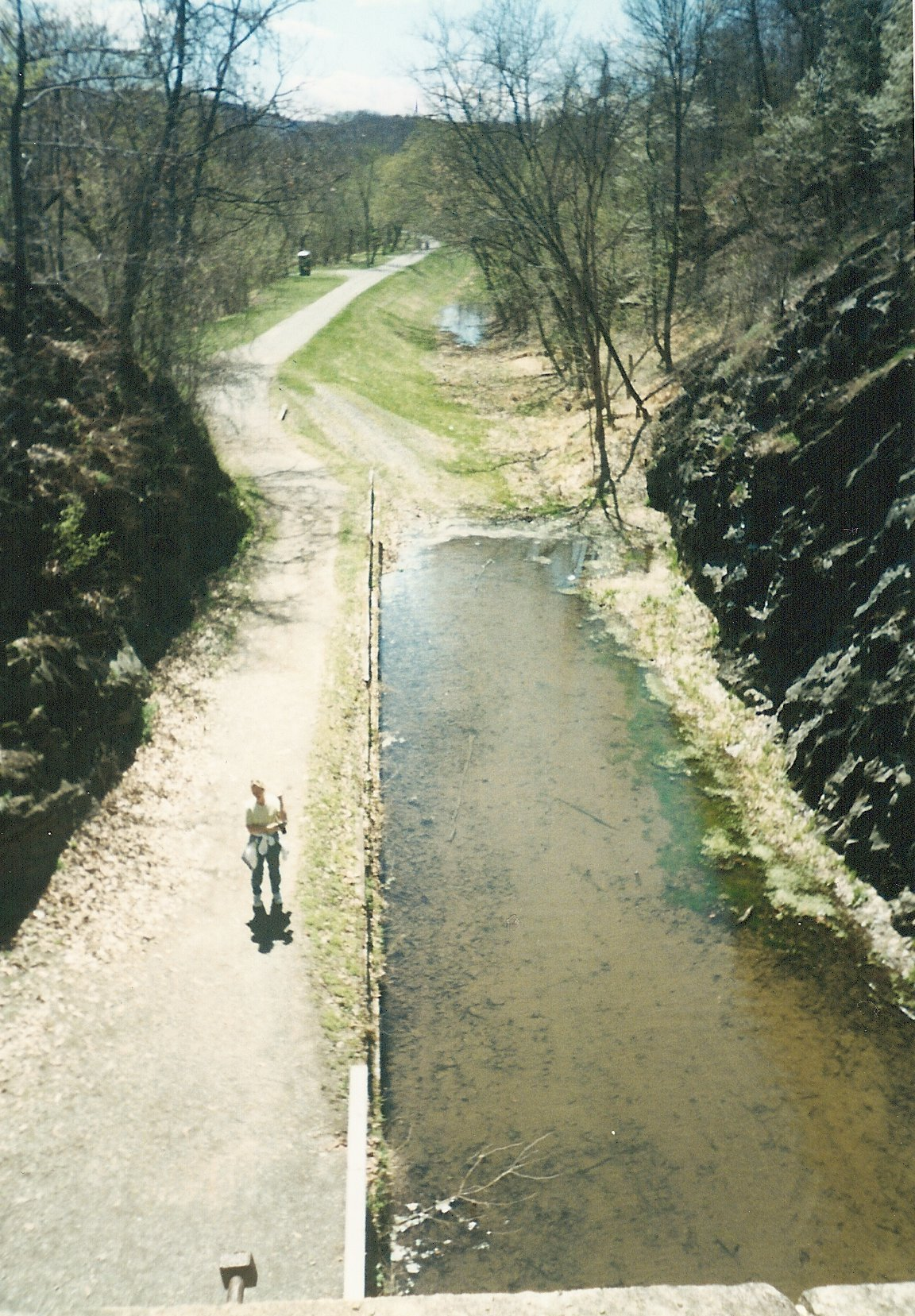
Вид с южного портала на канал

Длина тоннеля — 950 м.

## История
Строительство началось в 1836 году. Планировалось, что тоннель будет построен всего через два года, в 1838-м, но в процессе строительства возникло множество непредвиденных трудностей, включая межэтнические конфликты среди строителей. В результате тоннель был открыт лишь в 1850 году с большим перерасходом бюджета.

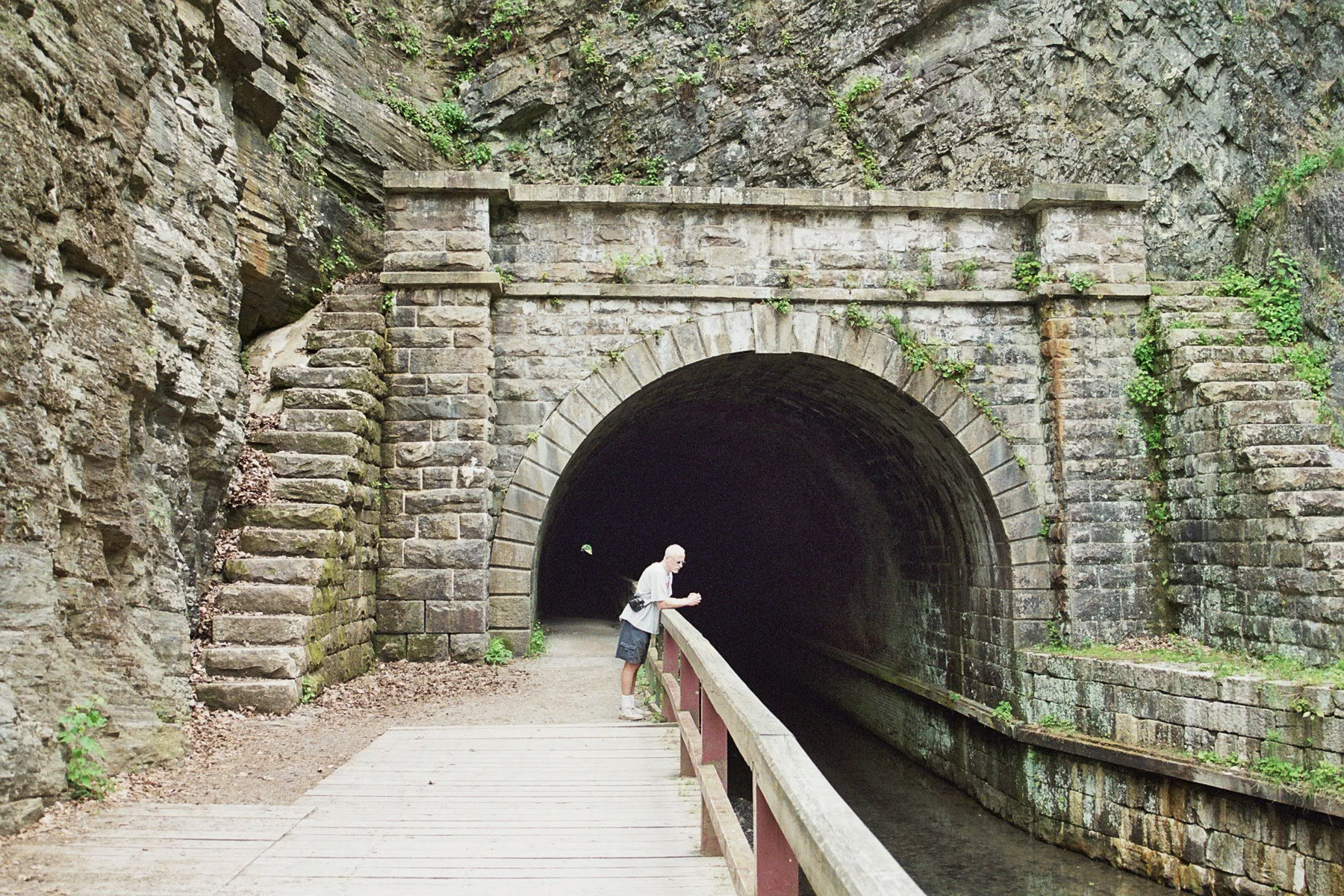
Современный вид тоннеля (северный портал)

В 1872 году на южном портале тоннеля был установлен флажок-семафор для регулирования направления движения в тоннеле.
«Тротуар» по краю тоннеля — это бечевник. Он настолько узкий, что человек с мулом разойтись в нём не могли.
В настоящее время тоннель и бечевник существуют, проход открыт. В 2013 году обрушение горной породы перекрыло подход к тоннелю с восточной стороны, но вскоре проход был расчищен.